# Mervyn Wood
Mervyn „Merv“ Thomas Wood (30. dubna 1917 Kensington – 19. srpna 2006 Sydney) byl australský veslař.
Absolvoval Sydney Boys High School a po vzoru otce se stal policistou. V mládí se vedle veslování věnoval také plavání a ragby. Poprvé reprezentoval na Letních olympijských hrách 1936, kde s australskou osmiveslicí vypadl v semifinále. Jeho sportovní kariéru narušila druhá světová válka, kdy sloužil u Royal Australian Air Force. V roce 1948 vyhrál závod skifařů na olympiádě, henleyské regatě i na regatě ve Filadelfii. V roce 1950 získal na Hrách Britského impéria zlaté medaile na skifu i dvojskifu. V roce 1952 skončil v olympijském závodě skifařů druhý za sovětským reprezentantem Jurijem Ťukalovem. Téhož roku opět zvítězil v Henley. Na Hrách Britského impéria ve Vancouveru v srpnu 1954 vyhrál závod na dvojskifu i na čtyřce s kormidelníkem. Na domácí olympiádě v Melbourne v roce 1956 obsadil s Murrayem Rileym třetí místo na dvojskifu. V letech 1952 a 1956 byl vlajkonošem australské olympijské výpravy. Sportovních úspěchů dosáhl navzdory tomu, že byl celoživotní silný kuřák. Kariéru ukončil v roce 1958.
V letech 1977 až 1979 byl policejním ředitelem státu Nový Jižní Wales. Byl donucen odstoupit kvůli podezření ze střetu zájmů vzhledem ke kriminálním aktivitám jeho dlouholetého veslařského partnera Murraye Rileyho.
Byl mu udělen Řád britského impéria a Královský řád Viktoriin.